# هوبارت براون
هوبارت براون (بالإنجليزية: Hobart Brown)‏ هو نحات أمريكي، ولد في 27 فبراير 1934 في Hess, Oklahoma ‏ في الولايات المتحدة، وتوفي في 7 نوفمبر 2007 بسبب ذات الرئة.